# Саратога (филм, 1945)
„Саратога“ (на английски: Saratoga Trunk) е американски игрален филм – романтична драма, излязъл по екраните през 1945 година, режисиран от Сам Ууд с участието на Гари Купър и Ингрид Бергман в главните роли. Сценарият, написан от Кейси Робинсън, е адаптация по едноименния роман на Една Фербер.

## В ролите
| Актьор         | Роля                  |
| -------------- | --------------------- |
| Гари Купър     | Полковник Клинт Марун |
| Ингрид Бергман | Клио Дълейни          |
| Флора Робсън   | Анджелика Битон       |
| Джери Остин    | Купидон               |
| Джон Уорбъртън | Бартоломю Ван Стийд   |
| Флорънс Бейтс  | Софи Белоп            |
| Кърт Боис      | Огъстин Хаси          |
| Джон Абът      | Роско Бийн            |
| Етел Грифис    | Клариса Ван Стийд     |
| Луи Пейн       | Реймънд Сул           |